# 산쑥밭쥐
산쑥밭쥐(Lemmiscus curtatus)는 비단털쥐과에 속하는 설치류의 일종이다. 북아메리카 서부 지역에서 발견된다. 산쑥밭쥐속(Lemmiscus)의 유일종이다. 겉모습이 레밍과 다소 유사하다. 털로 덮인 짧은 다리와 아주 짧은 꼬리를 가진 땅딸막한 몸을 갖고 있으며, 하체는 연한 색을 띤다. 연한 색의 하체에 솜털로 된 흐릿한 회색 털이 덮여 있다. 몸길이는 12cm이고 꼬리 길이는 2cm, 몸무게는 약 27g이다.